# La Casa Gran (Sant Llorenç d'Hortons)
La Casa Gran és una masia del municipi de Sant Llorenç d'Hortons, a la comarca catalana de la l'Alt Penedès. És un monument protegit i inventariat dins el Patrimoni Arquitectònic Català.

## Descripció

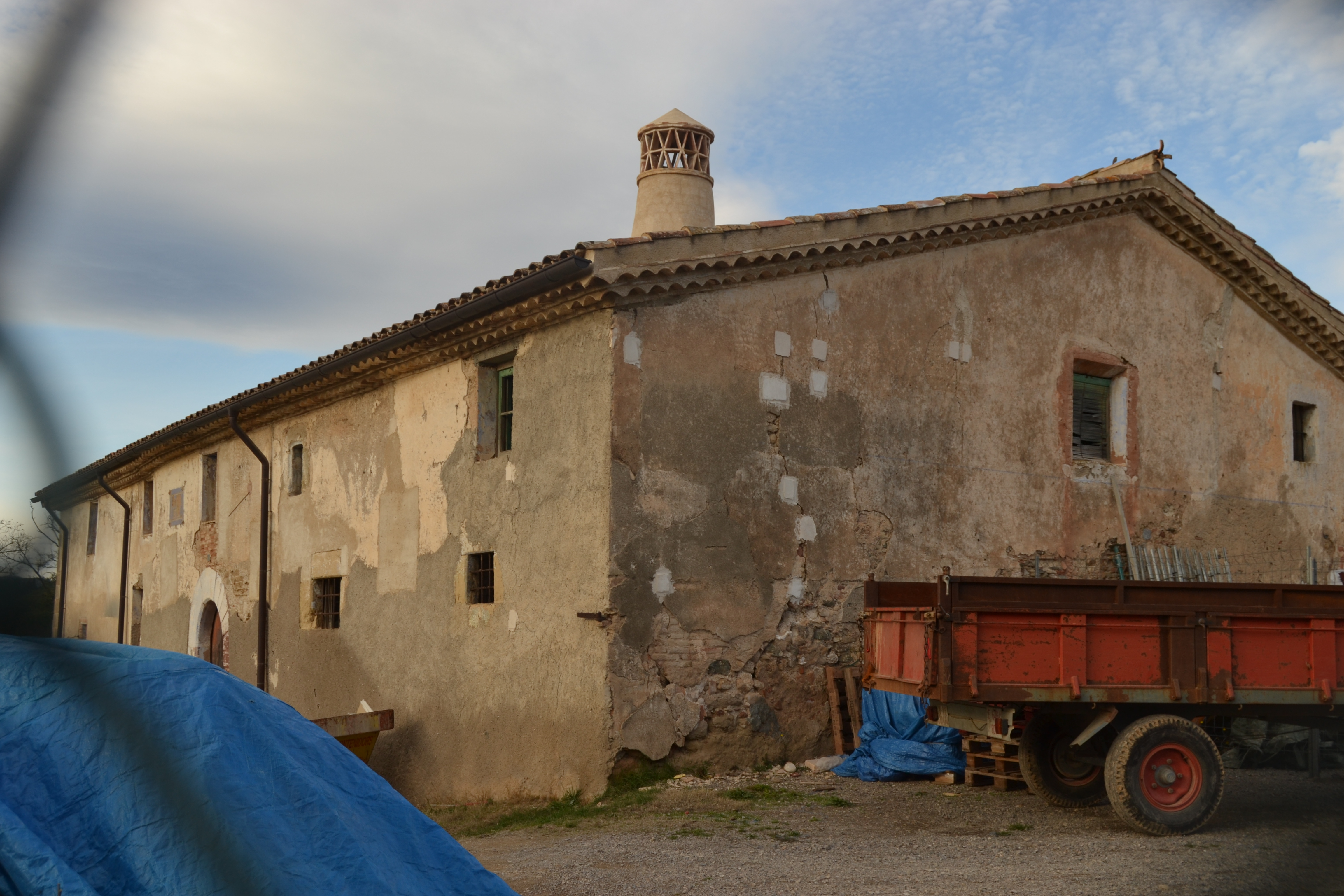
vista des de llevant

Gran casal de planta rectangular amb teulada a dues vessants. Té planta baixa, pis i uns grans cellers annexos. L'accés està conformat per un portal adovellat que dona al menjador i a la cuina amb un foc de rotllo amb escons, de campana-xemeneia octogonal sustentada sobre quatre petxines d'obra, d'interessantíssima construcció, avui en perill, ja que s'ensorrà el barret de dita llar. Als fogons d'aquesta cuina, existeix també un pany de rajoles barroques policromades. L'escala de l'entrada duu al pis superior distribuït a partir d'una gran sala. Cal esmentar algunes finestres de tradició gòtica, reixes, un rellotge de sol i una data a la façana, "1920" -que és quan deu haver estat restaurada-. Al paviment de la sala, hi ha un forat o espitllera per guaitar qui entrava a la casa. Als patis posteriors hi ha diverses plataformes de pedra, amb motllures de molins d'oli. La casa havia tingut 200 ha. de terreny, i li pertany documentalment l'església romànica-gòtica de Sant Joan Samora. Caldria restaurar-la per l'interès arquitectònic, i pel conjunt que forma Cal Casanoves i l'esmentada església, d'una estètica inqüestionable.